# 윌리앙 카르발류
윌리앙 실바 드 카르발류(William Silva de Carvalho, 1992년 4월 7일, 루안다 ~)는 포르투갈의 프로 축구 선수로, 현재 파추카에서 수비형 미드필더로 활약하고 있다.

## 초기 경력
앙골라 루안다 출신으로, 카르발류는 태어난 지 얼마 되지 않아 포르투갈로 이주했다. 그의 조부인 프라이아와 숙부 아퐁수 또한 축구 선수로, 앙골라 클럽 상비장가에서 활약했었다.

## 클럽 경력
포르투갈 이주 후, 카르발류는 처음에 거리에서 축구를 했고, 결국 헤그레이우스 데스포르티부스 드 알게이랑에 포착되었다. 2004년, 그는 우니앙 스포르트 클루브 드 미라 신트라로 이적하여, 팀의 최연소 선수이자 주장을 겸임하기도 했다. 13세가 되었을 때, 그는 스포르팅 리스본의 유소년팀으로 들어가, 2011년 4월 3일에 1-1로 비긴 비토리아와의 프리메이라리가 원정 경기에서 6분 출전하며 처음으로 1군 무대에 모습을 드러냈고, 이후 6개월간 3부 리그의 파티마로 임대되었다.
리스본 연고팀의 소유로 남은 카르발류는 몇 명의 스포르팅 팀동료들과 함께 같은 조건으로 2012년 1월부터 벨기에 프로 리그의 세르클러 브뤼허로 임대되었다. 그는 2013-14 시즌에 리우나르두 자르딩 신임 감독에 의해 팀 수비의 중심이 되었다.
2013년 10월 27일, 카르발류는 1-3으로 패한 포르투전에서 1-1 동점골을 기록하며 첫 스포르팅 골을 기록했다.
월드컵 복귀 후, 카르발류는 다수 유럽 클럽들의 관심을 받았으나, 2014-15 시즌동안 스포르팅에 남기로 결정했다. 그 이유로는 스포르팅이 선수에 £37M의 높은 가격을 책정한데 있었다. 더 나아가서, 카르발류는 클럽이 완전히 소유한 것이 아니라 3자 소유 지분이 있어, 선수 영입을 위해 협상하는데 더욱 어렵게 만들었다. 그 결과, 그는 아스널의 주시를 받게 되었으나, 이적 시장 마지막날 끝내 협상을 접었다.
시즌 시작 후, 카르발류는 전 시즌에 보여준 능력을 다시 발휘하지 못하였고, 개막전을 퇴장으로 시작했다. 스포르팅은 아카데미카 드 코임브라전에서 1-0으로 앞서나갔고, 당시 그는 45분에 첫 경고를 받았는데, 20분 후 또다시 경고를 받았다. 그의 퇴장은 치명적이었고, 스포르팅은 점유한 우위를 사수하지 못하고 91분 인저리 타임에 동점골을 허용해 경기를 1-1로 비기는데 이르렀다.

## 국가대표팀 경력
포르투갈이나 앙골라 대표로 모두 뛸 자격이 있는 카르발류는 전자의 국가를 대표하기로 결정했다. 그는 포르투갈 U-20 국가대표팀에서 활약하던 시절, 앙골라 축구 협회가 그를 차출하려 시도했으나, 그가 거절했다.
2012년 10월 15일, 카르발류는 0-1로 패한 우크라이나전에서 포르투갈 U-21 국가대표 첫 경기를 치렀다. 그는 노르웨이, (5-1) 이스라엘 (3-0) 과의 2015년 UEFA U-21 축구 선수권 대회 예선전에서 각각 1골씩, 총 2골을 기록했다.
2013년 11월, 카르발류는 스웨덴과의 2014년 FIFA 월드컵 플레이오프전을 앞두고 파울루 벤투 감독에 의해 처음으로 성인 국가대표팀에 차출되었다. 그는 19일에 시행된 2차전에 처음으로 출전하였는데, 그는 73분에 교체로 들어가 원정에서 3-2 승리 (합계 4-2)를 거두는데 일조했다.
2014년 5월 19일, 카르발류는 브라질에서 열릴 본선에 참가할 23인 최종 엔트리에 이름을 올렸다. 그는 6월 22일, 2-2로 비긴 미국과의 경기에서 후반전에 안드레 알메이다와 교체되어 들어가 대회 첫경기를 치렀다. 그는 다음 경기인 가나와의 다음 경기에서 90분을 다 뛰어 2-1 승리를 도왔으나, 국가대표팀은 골득실에서 밀려 탈락했다.

## 수상

### 개인
- SJPF 이달의 선수: 2013년 10월, 11월; 2014년 3월
- SJPF 이달의 신인 선수: 2013년 8월, 9월, 10월, 11월; 2014년 3월